# Prikazanje Blažene Djevice Marije
Prikazanje Blažene Djevice Marije ili Gospa od Zdravlja kršćanski je blagdan kojim se slavi događaj prikazanja Blažene Djevice Marije u jeruzalemskomu hramu. Slavi se 21. studenoga.
Odlukom pape Pia XII., dan blagdana ujedno je i 1953. određen kao Pro Orantibus, Svjetski dan klauzurnih redovnica.

## Prikazanje
Marijino prikazanje u Hramu ne spominje se u kanonskim Evanđeljima, nego tek u apokrifnim spisima, od kojih je najstariji Jakovljevo protoevanđelje. Iz tog spisa kršćanska predaja preuzela je i imena Marijinih roditelja, Joakima i Ane. Prema apokrifima Mariju su roditelji obećali Bogu i kao trogodišnju djevojčicu je doveli u hram. Prikazanje je bio svečani čin kojeg su popratili i čudesni događaji. U Marijinoj pratnji bio je velik broj hebrejskih djevojčica koje su u ruci nosile zapaljene baklje, a u svečanosti su sudjelovali i pripadnici hramske vlasti.

## Štovanje
Kršćanska zajednica njegovala je svijest o Marijinu prikazanju Gospodinu i od prvih stoljeća kršćanstva slavila je liturgijski spomen njezinoga prikazanja u Hramu. U šestomu stoljeću Marijinu prikazanju posvećena je jeruzalemska bazilika Svete Marije Nove. Današnji nadnevak blagdana ustanovljen je u četrnaestomu stoljeću.
Naslov Gospa od Zdravlja nastao je u 17. stoljeću. Na području Mletačke Republike 1630. godine harala je kuga. Članovi mletačkoga Senata 21. studenoga 1631. zavjetovali su se Blaženoj Djevici Mariji da će joj, ako njenim zagovorom prestane kuga, podići crkvu. Kuga je prestala, a zavjet je ispunjen i 1687. godine izgrađena je crkva Gospe od Zdravlja (tal. Santa Madonna della salute). Pobožnost prema Gospi od Zdravlja iz Venecije proširila se i u druge krajeve.

## Vanjske poveznice
Ostali projekti
|  | Zajednički poslužitelj ima još gradiva o temi Prikazanje Blažene Djevice Marije |

Mrežna mjesta
- Devetnica Gospi od Zdravlja  Arhivirana inačica izvorne stranice od 15. studenoga 2022. (Wayback Machine), Župa Mađarevo
- Miljenko Sušac (priredio), Ocu po Sinu u Duhu Svetome i Marijinom zagovoru : enciklopedijski priručnik pobožnosti Katoličke Crkve, Zagreb, 2016.